# Valldoreix
Valldoreix är en ort i Spanien.   Den ligger i provinsen Província de Barcelona och regionen Katalonien, i den östra delen av landet, 500 km öster om huvudstaden Madrid. Valldoreix ligger 120 meter över havet och antalet invånare är 8 047.
Terrängen runt Valldoreix är kuperad åt sydväst, men åt nordost är den platt. Runt Valldoreix är det mycket tätbefolkat, med 3 623 invånare per kvadratkilometer. Närmaste större samhälle är Barcelona, 12,4 km sydost om Valldoreix. Runt Valldoreix är det i huvudsak tätbebyggt.